# Sütő András (színművész)
Sütő András Miklós (Nagykanizsa, 1989. május 11. –) magyar színész.

## Pályafutása
Zalamerenyén nevelkedett, majd tanulmányait befejezve, humán szakon tett érettségi vizsgát. A színházzal 11 éves korában ismerkedett meg Egerváron, egy dráma táborban, amit Lázár Péter vezetett. Ezt követően Budapesten, autodidakta módon tanult színjátszást. Jelenleg szabadúszó színészként dolgozik.
Az egyik legrangosabb 'A' kategóriájú filmfesztiválon, a 64. Berlinalen bemutatott, Császi Ádám rendezte Viharsarok főszereplője.
2020-2023 között a Színház- és Filmművészeti Egyetem drámainstruktor szakos hallgatója. 2025-től a Déryné Program társulatának tagja.
Inerjú
“Az első forgatási napon a film utolsó kockáit vettük fel. József Attila ápolt, mindig frissen borotvált férfiként él az emlékezetünkben, de ebben a zárójelenetben olyan külsővel érkezik meg Gyömrői Edithez, akit Michl Juli alakít, amilyenben gyakorlatilag sosem láthattuk: bozontos szakállal, ápolatlanul. Szellemileg és fiziológiailag is leépült. Innentől kezdve pontosan tudtam, honnan és hova fogok eljutni. Alapvetően akkor érzem jól magamat, ha egy jó beszélgetés, egy kimagasló élményt nyújtó színházi előadás vagy film után más emberként folytatom az életemet, mint előtte. Remélem, hogy a nézők úgy hagyják majd el a mozitermeket, hogy legalább egy kicsit árnyaltabban látják a világot, hogy jobban átérzik, hogy a dolgok nem csak feketék vagy fehérek, hogy sikerül kibillenteni őket, mert valójában ezekben a pillanatokban élünk igazán, ilyenkor tudunk fejlődni. Hiszem, hogy a nézőkkel együtt egy jó és fontos ügy tanúi lehetünk…” - InStyle Men
„Azok a szerepek érdekelnek, amik előttünk vannak a mindennapokban, de az emberek mégsem beszélnek róla, vagy csak az érintettek háta mögött kerülnek szóba. Erről érdemes filmet csinálni, darabot rendezni – hátha elindul egy értelmes kommunikáció.” – Pink Puli
„…fontosnak tartom, hogy nincs ilyen", vagy olyan" szerep, szerepek vannak. Különben máris az előítélet előszobájában találjuk magunkat.” – Zalai Hírlap
„Ez volt életem első nagyjátékfilmje, egyszerre kívánt testi és lelki kondíciót. A forgatást nagyon intenzív felkészülés előzte meg, sokat próbáltunk Császi Ádámmal, és nekem meg kellett tanulnom focizni is a nulláról. Sokszor kellett veszítenem, hogy legyőzzem magam. A próbák sokat jelentettek nekem, mert a szerepem szerint egy német ifi focicsapatban voltam csatár. Kemény szerep. Mégiscsak egy homoszexualitására ráébredő kamaszt kellett alakítanom. Nem egy briliáns színészt szerettem volna eljátszani, hanem egy másik Embert.” – emlékszik vissza Sütő András a Viharsarok forgatására.
Róla írták
„Sütő hallgatag, de lefegyverzően közvetlen karaktere az, ami a film velejét adja." – The Hollywood Reporter
„Sütő erőteljes befelefordulása felnagyítja azt az érzést, amit egy olyan ember él meg, aki éppen rájön, hogy az életét képes maga irányítani, ahelyett, hogy mások mondanák meg, hogyan éje azt. Ez egy olyan teljesítmény, ami méltó arra, hogy díjakat kapjon; erős, mégis sebezhető, finoman a csend erejére támaszkodik, ahogyan maga film is teszi.” – Variety
"Milyen büszke lennék, ha néhány évtized múltán nagy színészünkről, a Sütőről, azt mondhatnám, hogy én ismertem, amikor fiatal volt! És hozzátenném: alig változott azóta. De jó lenne!" – Magyar Szín-Játékos Szövetség

## Filmes és televíziós szerepei
- Hacktion: Újratöltve (2012) ...László
- Viharsarok (2014) ...Szabolcs
- A Játékkészítő (2016) …Ámbrás
- X Company – Kémek küldetése  (2017) …Tomek
- Man in the Crowd (2018) …Man
- A tanár (2018) ...Rendőr
- A Pásztor (2019) …Chudy Ferenc
- Apatigris (2020) …Szakkommentátor
- A Gyakornok (2021) … Gyakornok
- Die Schwarze Spinne – A fekete pók (2022) …Heimisbauer
- Frici & Aranka (magyar tévéfilm, 2022) ...Déry Tibor
- Blokád (2022) ...fiatal Göncz Árpád
- Szimpla manus (2022) …Őrmester
- Csóré (2022) …Jakab
- Az almafa virága (2023) ...Tibor
- Háromezer számozott darab (2023) …Rendezőasszisztens
- Legénybúcsú Extra (2023)…Tóni
- Edith (2024)
- Fehérrel írva (2024)
- Reménytelenül (2025) …József Attila

## Színházi szerepei
- Brutus (bemutató: 2008. március 17. Radikális Szabadidő Színház)
- Az angyalarcú démon, avagy becsületgyilkosság a mozi Mekkájában (bemutató: 2008. július 18. Zsámbéki Színházi és Művészeti Bázis)
- Zsiráfivóhely (bemutató: 2008. Radikális Szabadidő Színház)
- Csongor és Tünde (bemutató: 2009. Kolibri Pince)
- Park Action 2009 (bemutató: Millenáris)
- Fém (bemutató: 2009. március 27. Fészek Színház)
- Fűszermadár (bemutató: 2009. december 9. Budaörsi Latinovits Színház)
- Budaörsi Passió (2009. bemutató: Kőhegy)
- Mini-a-túrák IV. (bemutató: 2010. Trafó)
- Európa utolsó zsidója (bemutató: 2010. május 28. Tűzraktér)
- Játsszunk Oidipuszt!!! avagy Oidipusz király (bemutató: 2010. június 11. Laboratorium Animae Társulat)
- Tévedések vígjátéka (bemutató: 2010. augusztus 16. Neptun Brigád)
- Oberon világai (bemutató: 2010. szeptember 25. Radikális Szabadidő Színház)
- Holdasszony, Napember (bemutató: 2010. szeptember 30. Vízraktér)
- Mézeskalács (bemutató: 2010. december 4. Budaörsi Latinovits Színház
- Mi jár a fejedben Antigoné? (bemutató: 2011. május 4. Laboratorium Animae Társulat)
- East Balkán (bemutató: 2011. december 3. Bárka Színház)
- Szamár a torony tetején (bemutató: 2012. február 25. Stúdió "K")
- Sorslabirintus (bemutató: 2012. Manna Produkció)
- Budaörsi Passió színész (bemutató 2012. május 19. Kőhegy)
- Borsószem és a többiek (bemutató: 2012. december 8. Budaörsi Latinovits Színház)
- Himmelwerk GmbH (bemutató: 2013. április 12. Stúdió "K")
- Mélyen tisztelt K!" (bemutató: 2013. október 11. Stúdió "K")
- Isteni Színjáték (La Divina Commedia)  (bemutató: 2014. Zsámbéki Színházi és Művészeti Bázis)
- Elsötétítés (bemutató: 2014. április 11. Rózsavölgyi Szalon Arts & Café)
- Mellettem elférsz (bemutató: 2014. szeptember 12. Rózsavölgyi Szalon Arts & Café)
- Caligula  (bemutató: 2015. március 25. Aranytíz)
- Jónás könyve (bemutató: 2015. november 5. Bethlen Téri Színház)
- A játékkészítő (bemutató: 2015. december 20. SYMA Csarnok)
- A tanú  (bemutató: 2016. augusztus 12. Szegedi Szabadtéri Játékok)
- Szajré  (bemutató: 2016. szeptember 23. Karinthy Színház)
- Szerelem  (bemutató: 2016. április 5. Rózsavölgyi Szalon Arts & Café)
- Három szótag  (bemutató: 2017. április 26. Rózsavölgyi Szalon Arts & Café)
- Az ismeretlen  (bemutató:  2017. szeptember 7. Rózsavölgyi Szalon Arts & Café)
- Engedj be!  (bemutató:  2017. november 1. Trip Színház)
- Így szerettek ők - Karinthy Frigyes (bemutató:  2018. Átrium Színház)
- Budaörsi Passió (bemutató: 2018. május 19. Kőhegy)
- Marica grófnő (bemutató: 2018. március 18. MÜPA)
- Tanár úr kérem! (bemutató:  2018. március 23. Karinthy Színház)
- Diplomácia előadó (bemutató: 2018. október 30. Rózsavölgyi Szalon Arts & Café)
- Bernstein: Candide (bemutató: 2018. október 13.. MÜPA)
- 12 dühös ember ( bemutató:  2018. december 20. Átrium Színház)
- Octopus, avagy Szent György és a Sárkány (bemutató:  2019. március 3. Ódry Színpad)
- Nagy vacsora szereplő (bemutató: 2019. szeptember 28. Jurányi Inkubátorház)
- A félőlény (bemutató: 2019. december 14. Karinthy Színház)
- Csirkefej (bemutató: 2020. február 28. Gózon Gyula Kamaraszínház)
- Szépséges Mezőség (bemutató: 2021. október 24. Duna Művészegyüttes)
- Magyar Hősök szereplő Bemutató 2022. március  24. Ülj Közelebb Produkció - Nemzeti Emlékezet Bizottság)
- Mária evangéliuma (bemutató: 2022. május 3. Győri Nemzeti Színház)
- Poirot az Orfeumban (bemutató:  2022. május 28. Az Orfeum)
- Házasságon innen és túl (bemutató:  2022. október 20. Epika Kulturális és Művészeti Alapítvány)
- József Attila: Szabad-ötletek jegyzéke (bemutató: 2022. október 21. Ülj Közelebb Produkció)
- Liselotte és a május (bemutató: 2024. február 3. Epika Kulturális és Művészeti Alapítvány)
- Radnóti Miklós: Bori notesz (bemutató: 2024. november 9. Ülj Közelebb Produkció)
- Placid, avagy játszma a halállal (bemutató: 2024. Ülj Közelebb Produkció - Nemzeti Emlékezet Bizottság)